# Востробрюшки
Востробрю́шки (лат. Hemiculter) — род лучепёрых рыб семейства карповых (Cyprinidae).
Боковая линия своеобразно изогнута. По брюху от горла до анального плавника идёт острый киль (отсюда и название). Населяют воды Восточной Азии (к югу от бассейна Амура). Длина тела не превышает 20—25 см.
В России два вида, встречаются в бассейне Амура, но особенно многочисленны в озере Ханка. В начале 1980-х годов корейская востробрюшка была завезена вместе с молодью растительноядных рыб в водоёмы Средней Азии.
В Китае распространены к югу до Гонконга, а также на о. Тайвань.
Востробрюшки обитают в толще воды. Питаются планктонными ракообразными. Промыслового значения почти не имеют, как правило, случайно становятся уловом рыболовов-любителей.

## Список видов
В состав рода включают 8 видов:
- Hemiculter bleekeri Warpachowski, 1887
- Hemiculter elongatus Nguyen & Ngo, 2001
- Hemiculter krempfi Pellegrin & Chevey, 1938
- Hemiculter leucisculus (Basilewsky, 1855) — Корейская востробрюшка
- Hemiculter lucidus (Dybowski, 1872) — Уссурийская востробрюшка
- Hemiculter songhongensis Nguyen & Nguyen, 2001
- Hemiculter tchangi Fang,1942
- Hemiculter varpachovskii Nikolskii, 1903